# La Roqueta (Espot)
La Roqueta és una muntanya de 1.675 metres que es troba al municipi d'Espot, a la comarca catalana del Pallars Sobirà.